# Critique du libéralisme libertaire
Critique du libéralisme libertaire est un ouvrage de Michel Clouscard, publié initialement en 1983 sous le titre Critique de la modernité : Rousseau ou Sartre, et réédité sous un nouveau titre en 2005. 

## Libéralisme libertaire
Le titre complet du livre réédité en 2006 est Critique du libéralisme libertaire, généalogie de la contre-révolution, de la Révolution française aux trente honteuses. Celui de la première version de 1983 est Critique de la modernité : Rousseau ou Sartre, de la philosophie de la Révolution française au consensus de la contre-révolution libérale.
Les livres de Michel Clouscard sont réédités par les éditions Delga, petite maison d'édition parisienne née en 2005 qui se consacre à la réédition de textes d'auteurs de gauche qu'elle juge importants.
Michel Clouscard est crédité de l'invention du concept de «libéralisme libertaire»,, expression qui s'est diffusée depuis dans le discours médiatique,. Il retrace la formation d'un «libéralisme libertaire» depuis le XVIIIe siècle, chez des philosophes précurseurs de la Révolution française (Rousseau et Kant notamment), jusqu'aux Trente glorieuses (qu'il appelle, adoptant un point de vue marxiste, les «trente honteuses»). Il analyse la manière dont le libéralisme économique se présente comme idéologie progressiste. Il définit également un «libéralisme culturel», dans lequel s'inscrit selon lui un anthropologue comme Claude Lévi-Strauss, et à l'égard duquel il est tout aussi critique. Dans son analyse, Claude Lévi-Strauss a des principes antimarxistes, et reprend les thèses libérales de Raymond Aron, tout en exprimant une «sensibilité de gauche» ; Lévi-Strauss contribuerait ainsi au brouillage des catégories politiques traditionnelles qui opposent les idéologies de droite et de gauche.

## Analyse
Bernard Lindekens, dans une étude intitulée Over de verleiding van het kapitalisme: Michel Clouscard, considère Critique du libéralisme libertaire comme un des livres majeurs de l'auteur, avec Le capitalisme de la séduction  (1981) et Les Métamorphoses de la lutte des classes (1996). Selon Clouscard, écrit Bernard Lindekens, « le capitalisme tourne à gauche sur le plan politico-culturel et à droite sur le plan économique et social. Cette combinaison a permis l'installation d'une « social-démocratie libertaire », qu'il a aussi appelée « le libéralisme libertaire ».».
Selon le philosophe Yves Vargas, « Michel Clouscard propose une lecture positive approfondie de Rousseau et de Kant » et ne critique pas seulement le capitalisme mais aussi le stalinisme. Selon la revue Humanisme, Michel Clouscard  « nous offre ici une lecture lumineuse de notre société imbue d’idéologie libertaire ». Pour Frédéric Mathieu, le concept de libéralisme libertaire de Michel Clouscard correspond à la dérégulation, qu'il condamne.